# Список рекордов Billboard Hot 100
Список рекордов Billboard Hot 100 (англ. List of Billboard Hot 100 chart achievements and milestones, «достижения горячей сотни Биллборда») включает все рекорды и достижения по результатам подсчета статистики продаж синглов, публикуемой американским журналом Billboard. Фактически это все рекорды официального хит-парада США — самого крупного национального музыкального рынка в мире.
Обзоры рекордов и статистики чартов журнала Billboard регулярно публикуются в его постоянной рубрике Chart Beat. Она впервые вышла 28 марта 1981 года и первоначально редактировалась Полом Грейном (Paul Grein; в 1981—1992 годах) и Фредом Бронсоном (Fred Bronson; 1993—2009).

## Достижения за все время в Hot 100 (1958—2018)

### 10 самых популярных исполнителей (по песням в Hot 100 в 1958—2018 годах)
Top 10 Hot 100 artists of All-Time (1958—2018)
| Ранг | Исполнитель    |
| ---- | -------------- |
| 1.   | The Beatles    |
| 2.   | Мадонна        |
| 3.   | Элтон Джон     |
| 4.   | Элвис Пресли   |
| 5.   | Мэрайя Кэри    |
| 6.   | Стиви Уандер   |
| 7.   | Джанет Джексон |
| 8.   | Майкл Джексон  |
| 9.   | Уитни Хьюстон  |
| 10.  | Рианна         |

Источник:

## Статистика по исполнителям

### Рекорды по числу песен на № 1
Наибольшее количество песен на первом месте Billboard Hot 100 принадлежит следующим исполнителям (на 22 октября 2023):
- 20 песен — The Beatles (в период с 1964 по 1970, в общей сложности 59 недель)
- 19 — Мэрайя Кэри (с 1990 по 2008 и в 2019, в общей сложности 90 недель)
- 18 — Элвис Пресли (с 1956 по 1969, в общей сложности 79 недель)
- 14 — Рианна (c 2006 по 2016; из них 3 гостевых появления)
- 13 — Майкл Джексон (с 1972 по 1995)
- 13 — Дрейк (с 2010 по 2023)[11]
- 12 — Supremes (c 1964 по 1969)
- 12 — Мадонна (c 1984 по 2000)
- 11 — Уитни Хьюстон (с 1985 по 1995)
- 11 — Тейлор Свифт (c 2012 по 2023)
- 10 — Стиви Уандер (c 1963 по 1986)
- 10 — Джанет Джексон (с 1986 по 2001)
- 9 — Bee Gees (c 1971 по 1979)
- 9 — Пол Маккартни (с 1971 по 1983; из них 3 песни в дуэте)
- 9 — Элтон Джон (c 1972 по 1998)
- 9 — Кэти Перри (c 2008 по 2014) и другие[12][13].
- 9 — Ашер Реймонд (c 1998 по 2010)
- 8 — Rolling Stones (c 1965 по 1978)
- 8 — Джордж Майкл (c 1984 по 1991)
- 8 — Джастин Бибер (с 2015 по 2021)
- 8 — Бейонсе (c 2003 по 2022)
- 8 — Бруно Марс (с 2010 по 2022)

ПРИМЕЧАНИЕ. Журнал Billboard при подсчётах хитов № 1 для Элвиса Пресли принимает во внимание, что его сингл с двумя песнями «Don’t Be Cruel/Hound Dog» рассматривается как один. Однако, крупнейший статистик всех Биллбордовских чартов en:Joel Whitburn учитывает для Э.Пресли 18 хитов № 1. Иногда также учитывают достижение в 9 синглов на первом месте, которое имеет Пол Маккартни после ухода из группы Beatles (с 1972 по 1983): три дуэта (Майкл Джексон, Стиви Уандер, и его жена Линда) и 6 в составе группы The Wings). Старая статистика на 1989 год здесь:

### Рекорды по числу песен на № 2
Наибольшее количество песен на втором месте Billboard Hot 100, которые так и не достигли вершины чарта, принадлежит следующим исполнителям (на 15 июля 2019)
- 10, Дрейк (13 хитов № 1)
- 9, Тейлор Свифт (11 хитов № 1)
- 6, Мадонна (12 хитов № 1)
- 5, Carpenters (3 хитов № 1)
- 5, Creedence Clearwater Revival (0 хитов № 1)
- 4, Мэрайя Кэри (19 хитов № 1)
- 4, Джанет Джексон (10 хитов № 1)
- 4, Элтон Джон (9 хитов № 1)
- 4, Элвис Пресли (7 хитов № 1)
- 4, Puff Daddy/P. Diddy (5 хитов № 1)
- 4, Рианна (14 хитов № 1)

### Рекорды по числу песен в топ-2
Наибольшее количество песен по сумме побывавших на первом и на втором местах Billboard Hot 100, принадлежит следующим исполнителям (на 15 июля 2019)
- 23, The Beatles (20 хитов № 1 и 3 хита № 2)
- 23, Мэрайя Кэри (19 + 4)
- 23, Дрейк (13 + 10)
- 20, Тейлор Свифт (11 + 9)
- 18, Мадонна (12 + 6)
- 18, Рианна (14 + 4)
- 15, Майкл Джексон (13 + 2)
- 14, Джанет Джексон (10 + 4)
- 14, The Supremes (12 + 2)
- 13, Элтон Джон (9 + 4)
- 12, Whitney Houston (11 + 1)
- 12, Usher (9 + 3)
- 12, Стиви Уандер (10 + 2)
- 11, Paul McCartney (9 + 2)
- 11, Элвис Пресли (7 + 4)
- 10, Кэти Перри (9 + 1)
- 10, The Rolling Stones (8 + 2)

### Рекорды по числу недель на № 1
Источник: (на 3 сентября 2018)

#### В сумме за всю карьеру
Источник:
93 — Мэрайя Кэри — 19 синглов #1
79 — Элвис Пресли  — 18 (Pre Hot 100)
60 — Рианна — 14
59 — The Beatles — 20
56 — Дрейк — 12
50 — Boyz II Men — 5
47 — Ашер — 9
46 — Бейонсе — 9
37 — Майкл Джексон — 13
34 — Элтон Джон — 9
34 — Адель — 5
34 — Бруно Марс — 8
34 — Тейлор Свифт — 11
- Уточнение.
  - Для певицы Fergie с учетом её группы Black Eyed Peas сумма будет 34 недели на № 1.
  - Для Майкла Джексона с учетом его группы The Jackson 5 (= The Jacksons) 47 недель на № 1.
  - Для Бейонсе с учетом её группы Destiny's Child сумма будет 61 неделя на № 1 (17 с Destiny’s Child).
  - Для Diana Ross с учетом её группы The Supremes сумма будет 42 недели на № 1.
  - Для Джона Леннона с учетом его группы Beatles сумма будет 65 недель на № 1 (6 сольно).
  - Для Пола Маккартни с учетом его групп Beatles и Wings сумма будет 89 недель на № 1 (30 сольно).
  - Для Джорджа Харрисона с учетом его группы Beatles сумма будет 65 недель на № 1 (6 сольно).
  - Для Ринго Старра с учетом его группы Beatles сумма будет 61 недель на № 1 (2 сольно).

#### За один год
Количество недель на позиции № 1 с января по декабрь одного календарного года. Источник:
29 — Дрейк, 2018 (3 хита № 1: «God’s Plan», «Nice for What», «In My Feelings»)
28 — Ашер, 2004 (4 чарттоппера: «Yeah!», «Burn», «Confessions Part II», «My Boo»)
26 — The Black Eyed Peas, 2009 (2 хита № 1: «Boom Boom Pow», «I Gotta Feeling»)
19 — Дрейк, 2016 (2 хита № 1: «Work», «One Dance»)
19 — Puff Daddy, 1997 (2 хита № 1: «I’ll Be Missing You», «No Money No Problems»)
18 — Monica, 1998 (2 хита № 1: «The Boy Is Mine», «The First Night»)
18 — The Beatles, 1964 (6 хитов № 1: «I Want to Hold Your Hand», «She Loves You», «Can’t Buy Me Love», «Love Me Do», «A Hard Day’s Night», «I Feel Fine»)
17 — Джастин Бибер 2017
17 — Бейонсе, 2003
17 — Nelly, 2002
17 — Boyz II Men, 1994

### Рекорды по числу хитов № 1 подряд
- 7 — Уитни Хьюстон (1985—1988)
- 6 — The Beatles (1964—1966)
- 6 — Bee Gees (1977—1979)
- 5 — Элвис Пресли (1959—1961)
- 5 — The Supremes (1964—1965)
- 5 — Майкл Джексон (1987—1988)
- 5 — Mariah Carey (1990—1992)
- 5 — Mariah Carey (1995—1999)
- 5 — Katy Perry (2010—2012)

### Рекорды по числу хитов № 1 за один календарный год
| Количество синглов | Исполнитель    | Год  | Синглы                                              |
| ------------------ | -------------- | ---- | --------------------------------------------------- |
| 6                  | The Beatles    | 1964 | «I Want to Hold Your Hand»                          |
| 6                  | The Beatles    | 1964 | «She Loves You»                                     |
| 6                  | The Beatles    | 1964 | «Can’t Buy Me Love»                                 |
| 6                  | The Beatles    | 1964 | «Love Me Do»                                        |
| 6                  | The Beatles    | 1964 | «A Hard Day’s Night»                                |
| 6                  | The Beatles    | 1964 | «I Feel Fine»                                       |
| 5                  | The Beatles    | 1965 | «I Feel Fine»                                       |
| 5                  | The Beatles    | 1965 | «Eight Days a Week»                                 |
| 5                  | The Beatles    | 1965 | «Ticket to Ride»                                    |
| 5                  | The Beatles    | 1965 | «Help!»                                             |
| 5                  | The Beatles    | 1965 | «Yesterday»                                         |
| 4                  | Элвис Пресли † | 1956 | «Heartbreak Hotel»                                  |
| 4                  | Элвис Пресли † | 1956 | «I Want You, I Need You, I Love You»                |
| 4                  | Элвис Пресли † | 1956 | «Hound Dog» / «Don't Be Cruel»                      |
| 4                  | Элвис Пресли † | 1956 | «Love Me Tender»                                    |
| 4                  | Элвис Пресли † | 1957 | «Too Much»                                          |
| 4                  | Элвис Пресли † | 1957 | «All Shook Up»                                      |
| 4                  | Элвис Пресли † | 1957 | «(Let Me Be Your) Teddy Bear»                       |
| 4                  | Элвис Пресли † | 1957 | «Jailhouse Rock»                                    |
| 4                  | The Supremes   | 1965 | «Come See About Me»                                 |
| 4                  | The Supremes   | 1965 | «Stop! In the Name of Love»                         |
| 4                  | The Supremes   | 1965 | «Back in My Arms Again»                             |
| 4                  | The Supremes   | 1965 | «I Hear a Symphony»                                 |
| 4                  | Jackson 5      | 1970 | «I Want You Back»                                   |
| 4                  | Jackson 5      | 1970 | «ABC»                                               |
| 4                  | Jackson 5      | 1970 | «The Love You Save»                                 |
| 4                  | Jackson 5      | 1970 | «I’ll Be There»                                     |
| 4                  | Джордж Майкл†  | 1988 | «Faith»                                             |
| 4                  | Джордж Майкл†  | 1988 | «Father Figure»                                     |
| 4                  | Джордж Майкл†  | 1988 | «One More Try»                                      |
| 4                  | Джордж Майкл†  | 1988 | «Monkey»                                            |
| 4                  | Usher          | 2004 | «Yeah!» (при участии Lil Jon и Ludacris)            |
| 4                  | Usher          | 2004 | «Burn»                                              |
| 4                  | Usher          | 2004 | «Confessions Part II»                               |
| 4                  | Usher          | 2004 | «My Boo» (дуэт с Alicia Keys)                       |
| 4                  | Рианна         | 2010 | «Rude Boy»                                          |
| 4                  | Рианна         | 2010 | «Love the Way You Lie» (Eminem при участии Rihanna) |
| 4                  | Рианна         | 2010 | «What’s My Name?» (при участии Дрейка)              |
| 4                  | Рианна         | 2010 | «Only Girl (In the World)»                          |

† Чарты эры Pre-Hot 100
- Замечание:
  - Если считать по отдельности двойной хит из двух песен Пресли «Don’t Be Cruel / Hound Dog», то у Элвиса их 5 для 1956 года. Некоторые песни Пресли, включенные здесь, попали на первое место в чарте Cashbox, но не в Top 100 Billboard, предшественник Hot 100 Billboard.
  - По три хита № 1 в год было у следующих музыкантов: Elvis Presley, 1960 («Stuck on You», «It’s Now or Never», «Are You Lonesome Tonight?»), The Supremes, 1964 («Where Did Our Love Go», «Baby Love», «Come See About Me»), The Supremes, 1965 («Stop! In the Name of Love», «Back in My Arms Again», «I Hear a Symphony»), The Beatles, 1967 («Penny Lane», «All You Need Is Love», «Hello Goodbye»), Bee Gees, 1979 («Too Much Heaven», «Tragedy», «Love You Inside Out»), Donna Summer, 1979 («Hot Stuff», «Bad Girls», «No More Tears (Enough Is Enough)» с Barbra Streisand), Michael Jackson, 1983 («Billie Jean», «Beat It», «Say Say Say» с Paul McCartney), Phil Collins, 1985 («One More Night», «Sussudio», «Separate Lives» с Marilyn Martin), Michael Jackson, 1988 («The Way You Make Me Feel», «Man in the Mirror», «Dirty Diana»), George Michael, 1988 («Father Figure», «One More Try», «Monkey»), Paula Abdul, 1989 («Straight Up», «Forever Your Girl», «Cold Hearted»), Milli Vanilli, 1989 («Baby Don’t Forget My Number», «Girl I’m Gonna Miss You», «Blame It on the Rain»), Mariah Carey, 1991 («Someday», «I Don’t Wanna Cry», «Emotions»), Rihanna, 2008 («Take a Bow», «Disturbia», «Live Your Life» T.I. feat. Rihanna), Katy Perry, 2010 («California Gurls» feat. Snoop Dogg, «Teenage Dream», «Firework»), Drake, 2018 («God’s Plan», «Nice for What», «In My Feelings»), BTS, 2020 («Dynamite», «Savage Love (Laxed — Siren Beat)» с Jawsh 685 & Jason Derulo, «Life Goes On»), Ariana Grande, 2020 («Stuck With U» с Justin Bieber, «Rain on Me» с Lady Gaga, «Positions»)[29]

Источники:

### Рекорды по числу хитов исполнителя, одновременно находящихся в top-10
| Число | Музыкант       | Дата             | Ссылка        |
| ----- | -------------- | ---------------- | ------------- |
| 10    | Тейлор Свифт   | 5 ноября 2022    | [ 33 ]        |
| 10    | Тейлор Свифт   | 4 мая 2024       | [ 34 ]        |
| 9     | Дрейк          | 18 сентября 2021 | [ 35 ] [ 36 ] |
| 8     | Дрейк          | 19 ноября 2022   | [ 37 ]        |
| 8     | Тейлор Свифт   | 11 ноября 2023   | [ 38 ]        |
| 7     | Дрейк          | 14 июля 2018     | [ 35 ] [ 36 ] |
| 7     | Дрейк          | 21 октября 2023  | [ 11 ]        |
| 7     | 21 Savage      | 19 ноября 2022   | [ 37 ]        |
| 7     | Kendrick Lamar | 7 декабря 2024   | [ 39 ] [ 36 ] |
| 6     | Morgan Wallen  | 31 мая 2025      | [ 40 ] [ 36 ] |
| 5     | The Beatles    | 4 апреля 1964    | [ 36 ]        |
| 5     | The Beatles    | 11 апреля 1964   | [ 36 ]        |
| 5     | Juice Wrld     | 25 июля 2020     | [ 36 ]        |
| 5     | Морган Уоллен  | 18 марта 2023    | [ 41 ]        |
| 5     | Фьючер         | 6 апреля 2024    | [ 42 ] [ 36 ] |
| 5     | Metro Boomin   | 6 апреля 2024    | [ 42 ] [ 36 ] |
| 5     | Kendrick Lamar | 22 февраля 2025  | [ 43 ] [ 36 ] |
| 4     | The Beatles    | 21 марта 1964    | [ 36 ]        |
| 4     | The Beatles    | 28 марта 1964    | [ 36 ]        |
| 4     | The Beatles    | 18 апреля 1964   | [ 36 ]        |
| 4     | 50 Cent        | 2 апреля 2005    | [ 36 ]        |
| 4     | 50 Cent        | 9 апреля 2005    | [ 36 ]        |
| 4     | T-Pain         | 24 ноября 2007   | [ 36 ]        |
| 4     | T-Pain         | 1 декабря 2007   | [ 36 ]        |
| 4     | T-Pain         | 8 декабря 2007   | [ 36 ]        |
| 4     | Lil Wayne      | 13 октября 2018  | [ 36 ]        |
| 4     | Post Malone    | 21 сентября 2019 | [ 36 ]        |
| 4     | J. Cole        | 29 мая 2021      | [ 36 ]        |
| 4     | Фьючер         | 14 мая 2022      | [ 36 ]        |
| 4     | Bad Bunny      | 21 мая 2022      | [ 36 ]        |
| 4     | Кендрик Ламар  | 28 мая 2022      | [ 44 ]        |
| 4     | Гарри Стайлз   | 4 июня 2022      | [ 45 ] [ 46 ] |
| 4     | Тейлор Свифт   | 12 ноября 2022   | [ 47 ]        |
| 4     | Дрейк          | 26 ноября 2022   | [ 48 ]        |
| 4     | 21 Savage      | 26 ноября 2022   | [ 48 ]        |

- Только Beatles и Bee Gees сумели одновременно по крайней мере с тремя хитами одновременно попасть в десятку лучших синглов до того, как Nielsen SoundScan и Nielsen Broadcast Data Systems начали составлять Hot 100 в конце 1991 года. С тех пор впервые достичь такой хэт-трик смогла певица Ашанти в марте 2002 года.

### Исполнители с посмертными хитами № 1
Источник
- Отис Реддинг (погиб 10 декабря 1967) — «(Sittin' On) The Dock of the Bay» (возглавил хит -парад 16 марта 1968)
- Дженис Джоплин (умерла 4 октября 1970) — «Me and Bobby McGee» (20 марта 1971)
- Jim Croce (умер 20 сентября 1973) — «Time in a Bottle» (29 декабря 1973)
- Джон Леннон (убит 8 декабря 1980) — «(Just Like) Starting Over» (27 декабря 1980)
- The Notorious B.I.G. (убит 9 марта 1997) — «Hypnotize» (3 мая 1997) and «Mo Money Mo Problems» (30 августа 1997)
- Soulja Slim (умер 26 ноября 2003) — «Slow Motion» (Juvenile featuring Soulja Slim) (7 августа 2004)
- Static Major (умер 25 февраля 2008) — «Lollipop» (Lil Wayne featuring Static Major) (3 мая 2008)
- XXXTentacion (убит 18 июня 2018) — «Sad!» (30 июня 2018)

### Рекорды по числу синглов в Hot 100
Источник. В скобках даётся уточнение: общее число синглов — число синглов, где исполнитель сольный или основной (на 18 июля 2015, рейтинг с учётом всех синглов, где исполнитель и вторым певцом, и «при участии»)
- Дрейк — 358[59][60]. Ранее: (86 — 45)[57][61], 131[62], 132 (50 как лидер + 82 как соучастие)[63]; (100 с 2015 года в 28 лет)[64]
- Тейлор Свифт — 264[65][66] (100 с 2020 года)[51]
- Фьючер — 223[67]; (100 с 2020 года)[51]
- Glee Cast — 207[68]. Ранее: (207—207) в шести сезонах 2009—2015[57][69][70][71]
- Lil Wayne — 187[72]. Ранее: (126 — 45) (или 45, если считать хиты, где он ведущий исполнитель или соло, на остальных он вторым певцом, «при участии»)[57][61][73], 133 (47 как лидер + 86 как соучастие) с 1999 года, включая 19 в top-10[63]; (100 с 2012 года в 29 лет)[64]
- Kanye West — 161[74]
- Lil Baby — 156[75] (100 с 2022 года в 27 лет)[76]
- Ники Минаж — 149 (2024)[50][77], 123[78]; (100 с 2018 года)[76]
- Трэвис Скотт — 125[79]
- Chris Brown — 118[80]; (100 с 2020 года)[51]
- The Weeknd — 117
- Bad Bunny — 113
- Lil Uzi Vert — 113[81]
- Эминем — 112
- Элвис Пресли — 109[53]. Ранее: (108—108) или 149 с учётом Pre-Hot 100 (до 4.8.1958) (Pre-Hot 100 + Hot 100, или 108 после 1958 года)[56][57]; (100 с 1975 года в 40 лет после хита «T-R-O-U-B-L-E», а если с учётом ещё 30 хитов эры до Hot 100, то свой 100-й хит у Элвиса был в 1968 году в 33 года — это «You’ll Never Walk Alone»; или он 70-й по общей методике)[64]
- Бейонсе — 106[50] (82[82])
- 21 Savage — 106[50]
- Morgan Wallen — 105
- Jay-Z — 105[83]; (100 с 2019 года)[51]
- Джастин Бибер — 105[84]; (100 с 2021 года в 27 лет)[64]
- YoungBoy Never Broke Again — 104[85] (с 2023 в 23 года, рекорд)[81]

- Lil Durk — 98
- Young Thug — 97[81]
- Post Malone — 96
- Ариана Гранде — 96
- Джеймс Браун — 91[58]
- J. Cole — 90
- Kendrick Lamar — 90
- Rod Wave — 89
- Metro Boomin — 87
- Gunna — 87
- Juice WRLD — 86
- Рэй Чарльз — 75[58]
- Арета Франклин — 73[58]
- The Beatles — 72[86]
- Элтон Джон — 70 (67)[57]
- Meek Mill — 67
- Рианна (63)[87]
- Стиви Уандер (63 — 62)[57]
- Tim McGraw — 62
- Miley Cyrus — 62[88]
- Kenny Chesney — 60
- SZA — 59
- The Rolling Stones (..— 57)[57]
- Madonna (..— 56)[57], 57[62][82]
- Marvin Gaye (..— 55)[57]
- Beach Boys (..— 54)[57]
- Mariah Carey (49)[82]
- Леди Гага (46)[89]
- Barbra Streisand (41)[82]

‡ YoungBoy Never Broke Again в 23 года стал самым молодым солистом с сотней хитов в Hot 100.

### Рекорды по числу синглов в Top-40
Источник:
- 216, Drake[90]
- 164, Тейлор Свифт[90][66]
- 89, Lil Wayne[90]
- 81, Элвис Пресли (после 1958 года, или 114 +Pre-Hot 100)[56][94][95]
- 78, Kanye West[90]
- 75, Future[90]
- 75, Nicki Minaj[90]
- 63, Эминем[90]
- 60, Бейонсе[90]
- 60, Элтон Джон[90]
- 59, Кендрик Ламар[90]
- 58, Трэвис Скотт[90]
- 54, 21 Savage
- 53, Chris Brown
- 52, Рианна[96], 49[92][95]
- 51, Glee Cast[56][96][95]
- 51, Justin Bieber[97]
- 51, Jay Z[91][95]
- 51, The Beatles[56][86][95]
- 50, The Weeknd
- 49, Lil Baby
- 48, Morgan Wallen
- 48, Ariana Grande

old…
- 49, Мадонна[56][95]
- 46, Стиви Уандер[56]
- 44, Джеймс Браун[56]
- 43, Aretha Franklin[56]
- 41, Марвин Гэй[56]
- 41, Rolling Stones[56]

### Рекорды по числу синглов в Top-10
Источник: (на 13 мая 2024)
- Drake (80)[98][99]
- Тейлор Свифт (59)[66][100]
- Мадонна (38)[101]
- The Beatles (35)[86]
- Рианна (32)[47]
- Майкл Джексон (30; и ещё 11 в составе Jackson 5/Jacksons)[102]
- Элтон Джон (29)[103]
- Стиви Уандер (28)[104]
- Мэрайя Кэри (28)[105]
- Джанет Джексон (27)[106]
- Джастин Бибер (26)[104]
- Lil Wayne (26)[107][108]
- Элвис Пресли (25; или 36 с учётом B-sides)[109]
- Бейонсе (24; и ещё 10 в составе Destiny’s Child, 1998—2005)[99][110]
- Уитни Хьюстон (23)[104]
- Пол МакКартни (23; без учёта участия в составе The Beatles)[104][111][112]
- The Rolling Stones (23)[104]
- Ники Минаж (23)[113]
- Эминем (23)[108]
- Jay-Z (22)[104]
- Ariana Grande, Канье Уэст (21)
- Chicago, The Supremes (20)[104][114]
- Леди Гага (18)[89]

ПРИМЕЧАНИЕ 1. В случае с Top-10 иногда учитывают и песни, что были на обратной стороне (B) старых виниловых синглов, тогда статистика выглядит иначе: у Элвиса Пресли будет 38 песен в Top-10 и он становится лидером этого раздела рекордов. У группы The Beatles число песен с 29 возрастает до 34, а у Джанет Джексон будет 29. У остальных рекордсменов (Мадонна, Майкл Джексон и Стиви Уандер) всё останется без изменений.
ПРИМЕЧАНИЕ 2. Если считать хиты в составе прежних групп, то у Пола Маккартни ещё 34 хита в Топ-10 вместе с The Beatles и 23 сольных, включая вместе с Wings (итого в сумме 57); у Майкла Джексона ещё 11 вместе с Jackson 5/Jacksons и 30 сольных хита в Топ-10 (итого в сумме 41); у Бейонсе ещё 10 вместе с Destiny’s Child и 20 сольных.

### Рекорды по числу синглов в Top-5
Источник: (на 6 июня 2023)
- Дрейк (41)[60]
- Тейлор Свифт (36)[117]
- The Beatles (29)
- Мадонна (28)
- Мэрайя Кэри (27)
- Рианна (25)
- Джанет Джексон (24)
- Элвис Пресли (21)
- Джастин Бибер (20)
- Майкл Джексон (20)
- Стиви Уандер (20)

### Рекорды по числу синглов в Top-10 среди певиц
Источник:
- Тейлор Свифт (59)
- Мадонна (38)[82]
- Рианна (32)[47]
- Мэрайя Кэри (28)[82]
- Джанет Джексон (27)
- Уитни Хьюстон (23)
- Ники Минаж (23)
- Бейонсе (24)[99]

### Исполнители, сместившие самого себя на первом месте
Певцы, певицы и группы, чьи песни сменяли друг друга на вершине хит-парада:
- The Beatles † — «I Want to Hold Your Hand» → «She Loves You» (21.3.1964); «She Loves You» → «Can't Buy Me Love» (4.4.1964)
- Boyz II Men — «I'll Make Love to You» → «On Bended Knee» (3.12.1994)
- Puff Daddy — «I’ll Be Missing You» (Puff Daddy и Faith Evans при участии 112) → «Mo Money Mo Problems» (The Notorious B.I.G. при участии Puff Daddy и Mase) (30.08.1997)
- Ja Rule — «Always on Time» (Ja Rule при участии Ashanti) → «Ain't It Funny» (Jennifer Lopez при участии Ja Rule) (9.3.2002)
- Nelly — «Hot in Herre» → «Dilemma» (Nelly при участии Kelly Rowland) (17.08.2002)
- OutKast — «Hey Ya!» → «The Way You Move» (OutKast при участии Sleepy Brown) (14.02.2004)
- Ашер — «Yeah!» (Usher при участии Lil Jon и Ludacris) → «Burn» (22.05.2004); «Burn» → «Confessions Part II» (24.07.2004)
- T.I. — «Whatever You Like» → «Live Your Life» (T.I. при участии Rihanna) (18.10.2008); «Whatever You Like» → «Live Your Life» (15.11.2008)
- The Black Eyed Peas — «Boom Boom Pow» → «I Gotta Feeling» (11.07.2009)
- Тейлор Свифт — «Shake It Off» → «Blank Space» (29.11.2014); «Cruel Summer» → «Is It Over Now?» (11.11.2023); «Is It Over Now?» → «Cruel Summer» (18.11.2023)
- The Weeknd — «Can't Feel My Face» → «The Hills» (3.10.2015)
- Джастин Бибер — «Sorry» → «Love Yourself» (13.02.2016); «I’m the One» (DJ Khaled при участии Justin Bieber, Quavo, Chance the Rapper и Lil Wayne) → «Despacito» (ремикс) (Луис Фонси и Дэдди Янки при участии Justin Bieber) (27.05.2017)
- Дрейк — «God’s Plan» → «Nice for What» (21.04.2018); «Nice for What» → «In My Feelings» (21.07.2018)
- BTS — «Butter» → «Permission to Dance» (24.07.2021)[120]; «Permission to Dance» → «Butter» (31.07.2021)[121]††

† The Beatles единственные музыканты в истории, которые лидировали тремя различными песнями подряд.
†† BTS и Тейлор Свифт — единственные артисты в истории Hot 100, которые совершали самозамену на первом месте две недели подряд.
Источник:

### Исполнители по числу недель подряд в Top-10
Источник:
- 69 недель — Кэти Перри, 2010—11 (с 5 хитами «California Gurls», «Teenage Dream», «Firework», «E.T.», «Last Friday Night (T.G.I.F.)»)
- 61 неделя — The Chainsmokers, 2016—17[123][128]
- 59 недель — Джастин Бибер, 2021—2022 (4 хита: «Peaches», «Stay», «Essence», «Ghost»)
- 51 неделя — Drake, 2015—16
- 48 недель — Ace of Base, 1993—94
- 46 недель — Рианна, 2010—11
- 45 недель — The Weeknd, 2015[123]
- 42 недели — Santana, 1999—2000
- 42 недели — Мэрайя Кэри, 1995—96

### Исполнители по числу недель подряд на #1
| Количество недель | Исполнитель            | Песни                                     | Год(-а)   |
| ----------------- | ---------------------- | ----------------------------------------- | --------- |
| 26                | The Black Eyed Peas    | «Boom Boom Pow», «I Gotta Feeling»        | 2009      |
| 19                | Usher                  | «Yeah!», «Burn»                           | 2004      |
| 19                | Lil Nas X              | «Old Town Road»                           | 2019      |
| 18                | Билли Рей Сайрус       | «Old Town Road»                           | 2019      |
| 17                | Джастин Бибер          | «I’m the One», «Despacito» (ремикс)       | 2017      |
| 16                | Boys II Men            | «I'll Make Love to You», «On Bended Knee» | 1994      |
| 16                | Boys II Men            | «One Sweet Day»                           | 1995—1996 |
| 16                | Мерайя Кэри            | «One Sweet Day»                           | 1995—1996 |
| 16                | Луис Фонси, Дедди Янки | «Despacito» (ремикс)                      | 2017      |

### Исполнители, одновременно занимавшие два или более первых места
- Elvis Presley: 20 октября — 3 ноября 1956 (Pre-Hot 100 charts)

1. «Hound Dog» / «Don't Be Cruel»
2. «Love Me Tender» («Best Sellers in Stores» and «Most Played by Jockeys» charts)

- The Beatles: с 22 февраля 1964 до 25 апреля 1964 группа Beatles занимала первые два места с разными синглами (несколько недель и все три и четыре первых места, а 4 апреля 1964 года они заняли все пять первых мест)[131]

1. «Can’t Buy Me Love»
2. «Twist and Shout»
3. «She Loves You»
4. «I Want to Hold Your Hand»
5. «Please Please Me»

- Bee Gees: 18 марта — 15 апреля 1978

1. «Night Fever»
2. «Stayin' Alive»

- Puff Daddy: 9—30 августа 1997

1. «I’ll Be Missing You» (Puff Daddy и Faith Evans при участии 112)
2. «Mo Money Mo Problems» (The Notorious B.I.G. при участии Puff Daddy и Mase)

- Ja Rule: 9—23 марта 2002

1. «Ain't It Funny»  (Jennifer Lopez при участии Ja Rule)
2. «Always on Time» (Ja Rule при участии Ашанти)

- Ashanti: 20 апреля — 18 мая 2002

1. «Foolish»
2. «What's Luv?» (Fat Joe при участии Ashanti)

- Nelly: 10—31 августа 2002

1. «Hot in Herre»
2. «Dilemma» (Nelly при участии Kelly Rowland, 17 августа 2002)

- OutKast: 20 декабря 2003 — 7 февраля 2004

1. «Hey Ya!»
2. «The Way You Move» (OutKast при участии Sleepy Brown)

- Usher: 26 июня — 3 июля 2004; 17 июля 2004

1. «Burn»
2. «Confessions Part II»

- 50 Cent: 16—30 апреля 2005

1. «Candy Shop» (50 Cent при участии Olivia)
2. «Hate It or Love It» (The Game при участии 50 Cent)

- Mariah Carey: 10 сентября 2005

1. «We Belong Together»
2. «Shake It Off»

- Akon:
  - 2 декабря 2006

  1. «I Wanna Love You» (Akon при участии Snoop Dogg)
  2. «Smack That» (Akon при участии Eminem)

  - 14 апреля 2007

  1. «Don't Matter»
  2. «The Sweet Escape» (Gwen Stefani при участии Akon)
- T.I.: 18 октября 2008; 1—29 ноября 2008

1. «Live Your Life» (T.I. при участии Rihanna)
2. «Whatever You Like» (несколько раз)

- Black Eyed Peas: 27 июня[132] — 18 июля 2009[133]

1. «Boom Boom Pow»
2. «I Gotta Feeling» (11 июля, 2009)

- Pharrell Williams: 29 июня[134] — 27 июля 2013

1. «Blurred Lines» (Robin Thicke при участии T.I. и Pharrell)
2. «Get Lucky» (Daft Punk при участии Pharrell Williams)

- Iggy Azalea: 7 июня[135] — 5 июля 2014[136][137][138][139]

1. «Fancy» (Iggy Azalea при участии Charli XCX)
2. «Problem» (Ariana Grande при участии Iggy Azalea)

- The Weeknd: 26 сентября 2015[140]

1. «Can’t Feel My Face»
2. «The Hills»

- Джастин Бибер:
  - 6-13 февраля 2016[141][142]

  1. «Sorry»
  2. «Love Yourself» (13 февраля)

  - 20 мая 2017[143], 1-22 июля 2017[144][145][146][147]:

  1. «I’m the One» (DJ Khaled при участии Justin Bieber, Quavo, Chance the Rapper и Lil Wayne)
  2. «Despacito» (Luis Fonsi и Daddy Yankee при участии Justin Bieber, 1—22 июля)
- Ариана Гранде: 23 февраля 2019 года Гранде стала первым сольным исполнителем, занимавшим сразу три первых места в хит-параде (весь top-3), и первым музыкантом после The Beatles, сделавшим это[148]:

1. «7 Rings»
2. «Break Up with Your Girlfriend, I'm Bored»
3. «Thank U, Next»

- Drake:
  - 21 апреля — 5 мая 2018[149][150][151]
    1. «Nice for What»
    2. «God’s Plan»

  - 14 июля 2018[152]
    1. «Nice for What»
    2. «Nonstop»

  - 20 марта 2021 года Дрейк стал вторым сольным исполнителем и третьим в истории, кому удалось взять все три первых места в чарте «горячей сотни»[153]:
    1. «What’s Next»
    2. «Wants And Needs» (при участии Lil Baby)
    3. «Lemon Pepper Freestyle» (при участии Рика Росса)

  - 18 сентября 2021 года Дрейк сумел повторить рекорд The Beatles и занять все пять первых мест хит-парада:
    1. «Way 2 Sexy» (при участии Young Thug и Future)
    2. «Girls Want Girls» (при участии Lil Baby)
    3. «Fair Trade» (при участии Трависа Скотта)
    4. «Champagne Poetry»
    5. «Knife Talk» (при участии 21 Savage и Project Pat)
- DaBaby:
  - 11 июля, 1 августа 2020 года[154][155]:
    1. «Rockstar» (при участии Roddy Ricch)
    2. «What’s Poppin (Remix)» (Джек Харлоу при участии DaBaby, Tory Lanez и Lil Wayne)
- BTS:
  - 17 октября 2020 года[156]:
    1. «Savage Love (Laxed — Siren Beat)» (Jawsh 685 и Джейсон Деруло при участии BTS)
    2. «Dynamite»
- Тейлор Свифт:
  - 5 ноября 2022 года Свифт смогла сделать беспрецедентное событие и взять все 10 мест из топ-10[33]:
    1. «Anti-Hero»
    2. «Lavender Haze»
    3. «Maroon»
    4. «Snow On The Beach» (при участии Ланы Дель Рей)
    5. «Midnight Rain»
    6. «Bejewled»
    7. «Question…?»
    8. «You’re On Your Own, Kid»
    9. «Karma»
    10. «Vigilante Shit»

### Артисты по по наибольшему числу недель с 3+ песнями в Топ-5
Среди музыкантов по наибольшему числу недель нахождения с более чем тремя песнями в Топ-5 (Hot 100) лидирует группа The Beatles. При этом Свифт (дважды), Ламар, Дрейк и The Beatles единственные исполнители, когда-либо монополизировавшие всю первую пятерку в Hot 100 за одну неделю. В чарте от 4 мая 2024 года у Свифт было больше всего песен с первого места - по 14 - благодаря выходу ее альбома The Tortured Poets Department.
Most Weeks With 3 or More Songs in Hot 100’s Top 5:
- 8 недель, The Beatles, 1964
- 6 недель, Kendrick Lamar, 2024-25
- 6 недель, Drake, 2018-23
- 5 недель, Justin Bieber, 2015-16
- 3 недели, Taylor Swift, 2022-24
- 2 недели, 50 Cent, 2005
- 2 недели, Sabrina Carpenter, 2024
- 1 неделя, 21 Savage, 2022
- 1 неделя, Ariana Grande, 2019

## Статистика по песням
Источник:.

### Рекорды по числу недель на № 1
С 1958 по 2021 года (на 7 сентября) более 40 песен возглавляли чарт Billboard Hot 100 более 10 недель.
Видеообзор на Youtube на 2 июня 2020 года.
| Количество недель | Исполнитель                                                          | Песня                                                                  | Год       |
| ----------------- | -------------------------------------------------------------------- | ---------------------------------------------------------------------- | --------- |
| 19                | Lil Nas X (1 неделю сольно, 18 недель при участии Билли Рэя Сайруса) | «Old Town Road»                                                        | 2019      |
| 19                | Shaboozey                                                            | «A Bar Song (Tipsy)»                                                   | 2024      |
| 18                | Мэрайя Кэри                                                          | «All I Want for Christmas Is You»                                      | 2019—2025 |
| 16                | Мэрайя Кэри и Boyz II Men                                            | «One Sweet Day»                                                        | 1995—1996 |
| 16                | Луис Фонси, Дэдди Янки и Джастин Бибер                               | «Despacito»                                                            | 2017      |
| 16                | Морган Уоллен                                                        | «Last Night»                                                           | 2023      |
| 15                | Гарри Стайлз                                                         | «As It Was»                                                            | 2022      |
| 14                | Уитни Хьюстон                                                        | «I Will Always Love You»                                               | 1992—1993 |
| 14                | Boyz II Men                                                          | «I'll Make Love to You»                                                | 1994      |
| 14                | Los del Río                                                          | «Macarena (Bayside Boys mix)»                                          | 1996      |
| 14                | Элтон Джон                                                           | «Candle in the Wind 1997» / «Something About the Way You Look Tonight» | 1997      |
| 14                | Мэрайя Кэри                                                          | «We Belong Together»                                                   | 2005      |
| 14                | Black Eyed Peas                                                      | «I Gotta Feeling»                                                      | 2009      |
| 14                | Марк Ронсон при участии Бруно Марса                                  | «Uptown Funk»                                                          | 2015      |
| 13                | Boyz II Men                                                          | «End of the Road»                                                      | 1992      |
| 13                | Брэнди и Моника                                                      | «The Boy Is Mine»                                                      | 1998      |
| 12                | Сантана при участии Роба Томаса                                      | «Smooth»                                                               | 1999—2000 |
| 12                | Эминем                                                               | «Lose Yourself»                                                        | 2002—2003 |
| 12                | Ашер при участии Лил Джона и Ludacris                                | «Yeah!»                                                                | 2004      |
| 12                | Black Eyed Peas                                                      | «Boom Boom Pow»                                                        | 2009      |
| 12                | Робин Тик при участии T.I. и Фаррела                                 | «Blurred Lines»                                                        | 2013      |
| 12                | Уиз Халифа при участии Чарли Пут                                     | «See You Again»                                                        | 2015      |
| 12                | The Chainsmokers при участии Холзи                                   | «Closer»                                                               | 2016      |
| 12                | Эд Ширан                                                             | «Shape of You»                                                         | 2017      |
| 11                | All-4-One                                                            | «I Swear»                                                              | 1994      |
| 11                | Тони Брэкстон                                                        | «Un-Break My Heart»                                                    | 1996—1997 |
| 11                | Пафф Дэдди & Фэйт Эванс при участии 112                              | «I’ll Be Missing You»                                                  | 1997      |
| 11                | Destiny’s Child                                                      | «Independent Women Part I»                                             | 2000—2001 |
| 11                | Дрейк                                                                | «God’s Plan»                                                           | 2018      |
| 11                | Roddy Ricch                                                          | «The Box»                                                              | 2020      |
| 10                | Дебби Бун                                                            | «You Light Up My Life»                                                 | 1977      |
| 10                | Оливия Ньютон-Джон                                                   | «Physical»                                                             | 1981—1982 |
| 10                | Сантана при участии The Product G&B                                  | «Maria Maria»                                                          | 2000      |
| 10                | Ашанти                                                               | «Foolish»                                                              | 2002      |
| 10                | Nelly при участии Келли Роуленд                                      | «Dilemma»                                                              | 2002      |
| 10                | Канье Уэст при участии Джейми Фокса                                  | «Gold Digger»                                                          | 2005      |
| 10                | Бейонсе                                                              | «Irreplaceable»                                                        | 2006—2007 |
| 10                | Флоу Райда при участии T-Pain                                        | «Low»                                                                  | 2008      |
| 10                | Рианна при участии Кельвина Харриса                                  | «We Found Love»                                                        | 2011—2012 |
| 10                | Фаррелл Уильямс                                                      | «Happy»                                                                | 2014      |
| 10                | Адель                                                                | «Hello»                                                                | 2015—2016 |
| 10                | Дрейк при участии Wizkid и Kyla                                      | «One Dance»                                                            | 2016      |
| 10                | Дрейк                                                                | «In My Feelings»                                                       | 2018      |
| 10                | BTS                                                                  | «Butter»                                                               | 2021      |
| 10                | Адель                                                                | «Easy On Me»                                                           | 2021—2022 |

Примечание. Выше учтены только хиты с 1958 года с официального запуска Hot 100. Ранее были близкие достижения по 10 и 11 недель на первом месте в предшествующем чарте «Most Played by Jockeys»: McGuire Sisters — «Sincerely» (Pre-Hot 100: «Most Played by Jockeys», 10 недель на № 1 в 1955 году); Pérez Prado — «Cherry Pink and Apple Blossom White» (Pre-Hot 100: «Most Played by Jockeys», 10 недель на № 1 в 1955 году); Элвис Пресли — «Hound Dog» / «Don’t Be Cruel» (Pre-Hot 100: «Most Played by Jockeys»; 11 недель на № 1 в 1956 году).

### Рекорды по числу недель на № 2
Неполный источник:
| Количество недель | Исполнитель                   | Песня                               | Год(-а)   | Песни, в то время находившиеся на 1-м месте (кол-во недель)†† |
| ----------------- | ----------------------------- | ----------------------------------- | --------- | --- |
| 14                | The Kid LAROI и Джастин Бибер | «Stay»                              | 2021-2022 | «Butter» (1), «My Univrese» (1), «Industry Baby» (1), «Easy On Me» (8), «Heat Waves» (3)                                                                            |
| 12                | Post Malone и Морган Уоллен   | «I Had Some Help»                   | 2024      | «Please Please Please» (1), «A Bar Song (Tipsy)» (11) |
| 11                | Уитни Хьюстон                 | «Exhale (Shoop Shoop)»              | 1995-1996 | «One Sweet Day» (11) |
| 11                | Оливия Родриго                | «Good 4 U»                          | 2021      | «Butter» (8), «Permission To Dance» (1), «Stay» (2) |
| 11                | SZA                           | «Kill Bill»                         | 2023      | «Anti-Hero» (1), «Flowers» (6), «Last Night» (4) |
| 11                | Бренда Ли                     | «Rockin' Around The Christmas Tree» | 2020-2023 | «All I Want For Сhristmas Is You» (11) |
| 10                | Foreigner                     | «Waiting for a Girl Like You»†      | 1981-1982 | «Physical» (9), «I Can’t Go for That (No Can Do)» (1) |
| 10                | Silk                          | «Freak Me»                          | 1993      | «Informer» (5), «That’s the Way Love Goes» (5) |
| 10                | Мисси Элиотт                  | «Work It»†                          | 2002-2003 | «Lose Yourself» (10) |
| 10                | Бруно Марс                    | «That’s What I Like»                | 2017      | «Shape of You» (4), «I 'm The One» (1), «Despacito» (5) |
| 10                | Билли Айлиш                   | «Bad Guy»                           | 2019      | «Old Town Road» (9), «Señorita» (1) |
| 10                | Гарри Стайлз                  | «As It Was»                         | 2022      | «First Class» (1), «Wait For U» (1), «First Class» (ещё 2), «Jimmy Cooks» (1), «About Damn Time» (2), «Break My Soul» (1), «Super Freaky Girl» (1), «Bad Habit» (1) |

† — Данные песни так и не взошли на вершину чарта.
†† — Песни даны в хронологическом порядке (то есть в таком порядке, в котором они блокировали упомянутую песню).

### Рекорды по числу недель в Top-3
Источник (на 6 мая 2015):
- 29 недель— Harry Styles — As It Was (2022)[170]
- 28 недель— Mariah Carey — «All I Want for Christmas Is You» (2019—2025)
- 27 недель— Shaboozey — «A Bar Song (Tipsy)» (2024—2025)
- 26 недель— Morgan Wallen — «Last Night» (2023)
- 24 недели— Brenda Lee— «Rockin' Around the Christmas Tree» (2019–2025)
- 24 недели— Lady Gaga и Bruno Mars — «Die with a Smile» (2024—2025)
- 23 недели— The Kid LAROI и Джастин Бибер — Stay (2021—2022)[167]
- 22 недели— Miley Cyrus — «Flowers» (2023)
- 21 неделя— The Chainsmokers при участии Halsey — Closer (2016—2017)
- 21 неделя— Mark Ronson при участии Bruno Mars — Uptown Funk! (2014—2015)
- 21 неделя— The Weekend — Blinding Lights (2019—2021)[171]
- 20 недель— Lil Nas X при участии Билли Рей Сайруса — Old Town Road (2019—2020)
- 20 недель— Brenda Lee — Rockin’ Around the Christmas Tree (2019—2024)
- 19 недель— Santana при участии Rob Thomas — Smooth (1999—2000)
- 19 недель— SZA — «Kill Bill» (2022—23)
- 18 недель— Mariah Carey — We Belong Together (2005)
- 18 недель— Toni Braxton — Un-Break My Heart (1996—1997)
- 17 недель— Meghan Trainor — All About That Bass (2014)
- 16 недель— «One Dance» — Drake feat. WizKid and Kyla, 2016
- 16 недель— «I Gotta Feeling» — The Black Eyed Peas, 2009
- 16 недель— «Dilemma» — Nelly feat. Kelly Rowland, 2002
- 16 недель— «How You Remind Me» — Nickelback, 2001
- 16 недель— «One Sweet Day» — Mariah Carey and Boyz II Men, 1995
- 16 недель— «The Sign» — Ace of Base, 1994
- 16 недель— «I Will Always Love You» — Whitney Houston, 1992

### Рекорды по числу недель в Top-5
Источник:
- 45 недель — «A Bar Song (Tipsy)» — Shaboozey, 2024—2025[176].
- 43 недели — «Blinding Lights» — The Weeknd, 2020—2021[171]
- 34 недели — «Stay» — The Kid Laroi и Justin Bieber, 2021—2022[177]
- 31 неделя — «Last Night» — Morgan Wallen (2023—2024)
- 31 неделя — Harry Styles — As It Was (2022)[47][170]
- 31 неделя — «Die with a Smile» — Lady Gaga и Bruno Mars, (2024—2025)
- 30 недель — «All I Want for Christmas Is You» — Mariah Carey, (2019—2025)
- 27 недель — «Closer» — The Chainsmokers feat. Halsey, 2016[128]
- 27 недель — «Shape of You» — Ed Sheeran
- 26 недель — «Circles» — Post Malone, 2019—2020
- 26 недель — «Rockin’ Around the Christmas Tree» — Brenda Lee, 2019—2025
- 25 недель — «Uptown Funk!» — Mark Ronson feat. Bruno Mars, 2015
- 25 недель — «How Do I Live» — LeAnn Rimes, 1997
- 25 недель — «Flowers» — Miley Cyrus, 2023
- 24 недели — «That's What I Like» — Bruno Mars, 2017
- 24 недели — «Girls Like You» — Maroon 5 feat. Cardi B, 2018
- 23 недели — «The Twist» — Chubby Checker, 1960-61-62
- 23 недели — «Old Town Road» — Lil Nas X feat. Billy Ray Cyrus, 2019
- 23 недели — «Without Me» — Halsey, 2018-19
- 23 недели — «Despacito» — Luis Fonsi & Daddy Yankee feat. Justin Bieber, 2017
- 21 неделя — «Smooth» — Santana feat. Rob Thomas, 1999
- 21 неделя — «Un-Break My Heart» — Toni Braxton, 1996
- 20 недель — «Somebody That I Used to Know» — Gotye feat. Kimbra, 2012
- 20 недель — «No One» — Alicia Keys, 2007
- 20 недель — «We Belong Together» — Mariah Carey, 2005
- 20 недель — «Macarena (Bayside Boys Mix)» — Los Del Rio, 1996
- 20 недель — «Gangsta’s Paradise» — Coolio feat. L.V., 1995
- 17 недель — Мэрайя Кэри при участии Boyz II Men — «One Sweet Day» (1995—1996; 16 недель № 1)
- 17 недель — Black Eyed Peas — «I Gotta Feeling» (2009; 14 недель № 1)
- 17 недель — Maroon 5 при участии Wiz Khalifa — «Payphone» (2012; № 2)[168]

### Рекорды по числу недель в Top-10
- 68 недель — Тедди Свимс — «Lose Control» (2024)[178][179]
- 60 недель — Shaboozey — «A Bar Song (Tipsy)», (2024—2025)[178].
- 57 недель — The Weeknd — «Blinding Lights», (2020—2021)[180][181][182]
- 45 недель — Леди Гага и Бруно Марс — «Die with a Smile», (2024—2025)[178]
- 44 недели — The Kid Laroi и Justin Bieber — «Stay», (2021—2022)[177][183]
- 41 неделя — Дуа Липа при участии DaBaby — «Levitating» (2021)[184]
- 41 неделя — Морган Уоллен — «Last Night» (2023—2024)[185]
- 39 недель — Post Malone — «Circles» (2019—2020)[186][187]
- 38 недель — Harry Styles — «As It Was» (2022—2023)[185][188]
- 37 недель — Glass Animals — «Heat Waves» (2021—2022)[189]
- 37 недель — «All I Want for Christmas Is You» — Mariah Carey (2019—2025)
- 34 недели — Тейлор Свифт — «Cruel Summer» (2023—2024)[185]
- 33 недели — Эд Ширан — «Shape of You» (2017)[190][191][192]
- 33 недели — Maroon 5 при участии Cardi B — «Girls Like You» (2018—2019)[190][193][194]
- 33 недели — Post Malone при участии Swae Lee — «Sunflower» (2018—2019)[102]
- 32 недели — Лиэнн Раймс — «How Do I Live» (1997—1998)[192]
- 32 недели — The Chainsmokers при участии Halsey — «Closer» (2016-17)[174]
- 32 недели — Трэвис Скотт — «Sicko Mode» (2018—19)[190]
- 31 неделя — 24kGoldn при участии iann dior — «Mood» (2020)[195]
- 31 неделя — Марк Ронсон при участии Бруно Марса — «Uptown Funk» (2015)[192]
- 30 недель — Карлос Сантана при участии Rob Thomas — «Smooth» (1999—2000)[192]
- 30 недель — Билли Айлиш — «Bad Guy» (2019)[102]
- 29 недель — LMFAO при участии Лорен Беннетт и GoonRock — «Party Rock Anthem» (2011—2012)[192]
- 29 недель — Холзи — «Without Me» (2018—2019)[190]
- 29 недель — Майли Сайрус — «Flowers» (2023—24)[185]
- 28 недель — Джуэл — «Foolish Games» / «You Were Meant for Me» (1997)
- 28 недель — Бруно Марс — «That's What I Like» (2017)[192]
- 28 недель — Тейлор Свифт — «Anti-Hero» (2022—23)[185][196]
- 28 недель — SZA — «Kill Bill» (2022—23)[185]
- 27 недель — Эд Ширан — «Perfect» (2017—2018)[192][197]
- 27 недель — The Weeknd и Ариана Гранде — «Save Your Tears» (2021)
- 27 недель — Doja Cat при участии SZA — «Kiss Me More» (2021)
- 26 недель — Savage Garden — «Truly Madly Deeply» (1997—1998)
- 26 недель — Drake — «God’s Plan» (2018)[198]
- 25 недель — Chubby Checker — «The Twist» (1960, 1962)
- 25 недель — Тони Брэкстон — «Un-Break My Heart» (1996—1997)
- 25 недель — Timbaland при участии One Republic — «Apologize» (2007—2008)
- 25 недель — OneRepublic — «Counting Stars» (2013—2014)
- 25 недель — Meghan Trainor — «All About That Bass» (2014—2015)[199]
- 25 недель — Fetty Wap — «Trap Queen» (2015)
- 24 недели — Gotye при участии Kimbra — «Somebody That I Used To Know» (2012)[200]
- 24 недели — Usher при участии Ludacris — «Yeah» (2004)[201]
- 24 недели — Тейлор Свифт — «Shake It Off» (2014—15)[202]
- 23 недели — Рианна при участии Кельвин Харрис — «We Found Love» (2011—2012)
- 22 недели — Bruno Mars — «Just the Way You Are» (2011)[203]
- 22 недели — Fun при участии Жанель Монэ — «We Are Young» (2012)[204]
- 22 недели — Lorde — «Royals» (2014)[205]
- 22 недели — Кэти Перри — «Dark Horse» (2014)[136]
- 21 неделя — Maroon 5 при участии Christina Aguilera — «Moves Like Jagger» (2011)[206]
- 21 неделя — Nicki Minaj — «Starships» (2012)[207]
- По 20 недель в десятке пробыли два сингла Адели (Rolling In The Deep (2011) и Someone Like You (2011—2012))[208] и один Кэти Перри (E.T.) (2011)[209]
- Дополнительная информация:[210][211]
  - † — «Stay» это первая песня, которая провела первые свои 43 недели подряд в top 10 (Hot 100)[212].

### Рекорды по числу недель в Top-100
По данным Billboard.
- 98 недель — Тедди Свимс — «Lose Control» (2024—2025)[215][216]

- 91 неделя — Glass Animals — «Heat Waves» (2022, достиг № 1)[217][218]
- 90 недель — The Weeknd — «Blinding Lights» (2019—2021, достиг № 1)[219]

- 87 недель — Imagine Dragons — «Radioactive» (2013, достиг № 3 в чарте)[220][221][222][223][224][225]
- 79 недель — Awolnation — «Sail» (2014, достиг № 17 в чарте)[221][223]
- 77 недель — Дуа Липа — «Levitating» (2022, достиг № 2)[226]
- 76 недель — Джейсон Мраз — «I’m Yours» (2008, достиг № 6 в чарте)[227]
- 70 недель — SZA — «Snooze» (2022—2024)[228]
- 69 недель — Лиэнн Раймс — «How Do I Live» (1997, достиг № 2)[214]
- 69 недель — The Weeknd и Ариана Гранде — «Save Your Tears» (2021, достиг № 1)[229]
- 68 недель — LMFAO при участии Лорен Беннетт и GoonRock — «Party Rock Anthem» (2012, достиг № 1)[230]
- 68 недель — OneRepublic — «Counting Stars» (2014)
- 65 недель — Адель — «Rolling in the Deep» (2012, достиг № 1)[231]
- 65 недель — Джуэл — «Foolish Games» / «You Were Meant for Me» (1997, достиг № 2)
- 64 недели — Кэрри Андервуд — «Before He Cheats» (2006, достиг № 2)
- 62 недели — Lifehouse — «You and Me» (2005, достиг № 5)
- 62 недели — Lumineers — «Ho Hey» (2012, достиг № 3)[224]
- 61 неделя — Imagine Dragons — «Demons» (2014)
- 61 неделя — Post Malone — «Circles» (2019, достиг № 1)
- 61 неделя — Harry Styles — «As It Was» (2022—2023)
- 60 недель — Los del Río — «Macarena» (Bayside Boys Mix) (1996, достиг № 1)
- 60 недель — Lady Antebellum — «Need You Now» (2009, достиг № 2)
- 59 недель — Nickelback — «How You Remind Me» (2002)
- 59 недель — Lifehouse — «Hanging by a Moment» (2002)
- 59 недель — Готье при участии Кимбры — «Somebody That I Used To Know» (2013)
- 58 недель — Santana при участии Rob Thomas — «Smooth» (1999)
- 58 недель — The Fray — «How to Save a Life» (2006)
- 57 недель — Creed — «Higher[англ.]» (2000)
- 57 недель — Kings of Leon — «Use Somebody» (2009)
- 57 недель — Элли Голдинг — «Lights» (2013)[232]
- 57 недель — Кэти Перри при участии Juicy J — «Dark Horse» (2014)
- 57 недель — Эд Ширан — «Thinking Out Loud» (2014, достиг № 2)
- 56 недель — Paula Cole — «I Don't Want to Wait» (1998)
- 56 недель — Фэйт Хилл — «The Way You Love Me» (2001)

### Рекорды по числу дебютов на первом месте
| Число | Артист         | Песня | Дата             |
| ----- | -------------- | --- | ---------------- |
| 9     | Дрейк          | «God’s Plan»                                                                                                  | 3 февраля 2018   |
| 9     | Дрейк          | «Nice for What»                                                                                               | 21 апреля 2018   |
| 9     | Дрейк          | «Toosie Slide»                                                                                                | 18 апреля 2020   |
| 9     | Дрейк          | «What’s Next»                                                                                                 | 20 марта 2021    |
| 9     | Дрейк          | «Way 2 Sexy» (при участии Future и Young Thug)                                                                | 18 сентября 2021 |
| 9     | Дрейк          | «Wait For U» (Future при участии Drake и Tems)                                                                | 14 мая 2022      |
| 9     | Дрейк          | «Jimmy Cooks» (при участии 21 Savage)                                                                         | 2 июля 2022      |
| 9     | Дрейк          | «Slime You Out» (при участии SZA)                                                                             | 30 сентября 2023 |
| 9     | Дрейк          | «First Person Shooter» (при участии J Cole)                                                                   | 21 октября 2023  |
| 7     | Ариана Гранде  | «Thank U, Next»                                                                                               | 17 ноября 2018   |
| 7     | Ариана Гранде  | «7 Rings» | 2 февраля 2019   |
| 7     | Ариана Гранде  | «Stuck with U» (вместе с Джастином Бибером)                                                                   | 23 мая 2020      |
| 7     | Ариана Гранде  | «Rain On Me» (вместе с Леди Гагой)                                                                            | 6 июня 2020      |
| 7     | Ариана Гранде  | «Positions»                                                                                                   | 7 ноября 2020    |
| 7     | Ариана Гранде  | «Yes, And?»                                                                                                   | 27 января 2024   |
| 7     | Ариана Гранде  | «We Can’t Be Friends (Wait For Your Love)»                                                                    | 23 марта 2024    |
| 6     | Тейлор Свифт   | «Shake It Off»                                                                                                | 6 сентября 2014  |
| 6     | Тейлор Свифт   | «Cardigan» | 8 августа 2020   |
| 6     | Тейлор Свифт   | «Willow» | 26 декабря 2020  |
| 6     | Тейлор Свифт   | «All Too Well (Taylor’s Verison)»                                                                             | 27 ноября 2021   |
| 6     | Тейлор Свифт   | «Anti-Hero»                                                                                                   | 5 ноября 2022    |
| 6     | Тейлор Свифт   | «Is It Over Now?»                                                                                             | 11 ноября 2023   |
| 5     | BTS            | «Dynamite» | 5 сентября 2020  |
| 5     | BTS            | «Life Goes On»                                                                                                | 5 декабря 2020   |
| 5     | BTS            | «Butter» | 5 июня 2021      |
| 5     | BTS            | «Permission to Dance»                                                                                         | 24 июля 2021     |
| 5     | BTS            | «My Universe» (вместе с Coldplay)                                                                             | 9 октября 2021   |
| 4     | Джастин Бибер  | «What Do You Mean?»                                                                                           | 8 сентября 2015  |
| 4     | Джастин Бибер  | «I’m the One (песня DJ Khaled)» (DJ Khaled при участии Джастина Бибера, Quavo, Chance the Rapper и Lil Wayne) | 20 мая 2017      |
| 4     | Джастин Бибер  | «Stuck With U» (вместе с Арианой Гранде)                                                                      | 23 мая 2020      |
| 4     | Джастин Бибер  | «Peaches» (при участии Daniel Caesar и Giveon)                                                                | 3 апреля 2021    |
| 3     | Мэрайя Кэри    | «Fantasy» | 30 сентября 1995 |
| 3     | Мэрайя Кэри    | «One Sweet Day» (при участии Boyz II Men)                                                                     | 2 декабря 1995   |
| 3     | Мэрайя Кэри    | «Honey» | 13 сентября 1997 |
| 3     | Трэвис Скотт   | «Highest in the Room»                                                                                         | 19 октября 2019  |
| 3     | Трэвис Скотт   | «The Scotts» (с Kid Cudi)                                                                                     | 9 мая 2020       |
| 3     | Трэвис Скотт   | «Franchise» (при участии Young Thug и M.I.A.)                                                                 | 10 октября 2020  |
| 3     | Оливия Родриго | «drivers license»                                                                                             | 23 января 2021   |
| 3     | Оливия Родриго | «good 4 u» | 29 мая 2021      |
| 3     | Оливия Родриго | «vampire» | 15 июля 2023     |
| 3     | Future         | «Way 2 Sexy» (Дрейк при участии Future и Young Thug)                                                          | 18 сентября 2021 |
| 3     | Future         | «Wait For U» (при участии Drake и Tems)                                                                       | 14 мая 2022      |
| 3     | Future         | «Like That» (Metro Boomin при участии Фьючера и Кендрика Ламара)                                              | 6 апреля 2024    |

Источник:
- Первой песней, дебютировавшей на первом месте Hot 100 стал сингл «You Are Not Alone» (Майкл Джексон, 2 сентября 1995)
- С 2009 года как минимум одна песня дебютировала на первом месте. В 2020 году было рекордное число дебютов (12) на вершине чарта за один календарный год.

### Крупнейшие прыжки к первому месту
Список синглов, совершивших самые быстрые восхождения за одну неделю из глубины сотни Billboard Hot 100 на вершину этого хит-парада.
- 97-1 — Келли Кларксон — «My Life Would Suck Without You» (7 февраля 2009)[238]
- 96-1 — Бритни Спирс — «Womanizer» (25 октября 2008)[239]
- 80-1 — T.I. при участии Рианны — «Live Your Life» (18 октября 2008)[240]
- 78-1 — Эминем, Dr. Dre и 50 Cent — «Crack a Bottle» (21 февраля 2009)[241]
- 77-1 — Тейлор Свифт — «Look What You Made Me Do» (16 сентября 2017)[242]
- 72-1 — Тейлор Свифт — «We Are Never Ever Getting Back Together» (1 сентября 2012)[243]
- 71-1 — T.I. — «Whatever You Like» (6 сентября 2008)[244]
- 64-1 — Maroon 5 — «Makes Me Wonder» (12 мая 2007)
- 60-1 — Рианна при участии Дрейка — «What’s My Name?» (20 ноября 2010)[245]
- 58-1 — Flo Rida — «Right Round» (28 февраля 2009)[246]
- 53-1 — Рианна — «Take a Bow» (24 мая 2008)[247]
- 53-1 — Taio Cruz при участии Ludacris — «Break Your Heart» (20 марта 2010)[248]
- 53-1 — Тейлор Свифт при участии Кендрика Ламара — «Bad Blood» (28 мая 2015)

ПРИМЕЧАНИЕ. В 1955—2001 годах, согласно предыдущим методологиям Биллбордовского чарта (когда не было цифровых продаж в интернете), только двум синглам удалось сразу из-за пределов Top-20 подняться непосредственно на место № 1: синглу «Can't Buy Me Love» группы The Beatles, (с места № 27 сразу на № 1 в апреле 1964 года) и синглу «The Boy Is Mine» дуэта певиц Бренди и Monica (#23 — #1 в июне 1998).

### Крупнейшие прыжки вверх
Список синглов, совершивших самые быстрые восхождения вверх за одну неделю из глубины сотни Billboard Hot 100.
на 98 позиций (100-2) — Тейлор Свифт и Брендон Ури — «ME!» (11 Мая 2019)
96 (97-1) — Келли Кларксон — «My Life Would Suck Without You» (7 февраля 2009)
95 (96-1) — Бритни Спирс — «Womanizer» (25 октября 2008)
92 (94-2) — Билли Айлиш — «Therefore I Am» (28 ноября 2020)
91 (94-3) — Бейонсе и Шакира — «Beautiful Liar» (7 апреля 2007)
90 (94-4) — Maroon 5 и Карди Би — «Girls Like You» (16 июня 2018)
88 (95-7) — Эйкон и Эминем — «Smack That» (14 октября 2006)
88 (97-9) — Дрейк и Ники Минаж — «Make Me Proud» (5 ноября 2011)
85 (96-11) — Кэрри Андервуд — «Cowboy Casanova» (10 октября 2009)
85 (100-15) — A. R. Rahman, Pussycat Dolls и Николь Шерзингер — «Jai Ho! (You Are My Destiny)» (14 марта 2009)
83 (85-2) — Кэти Перри — «Roar» (31 августа 2013)

### Рекорды по числу недель в чарте до восхождения на № 1
- 59 недель — Glass Animals — «Heat Waves» (2021—2022)[257]
- 54 недели — Бренда Ли — «Rockin' Around The Christmas Tree» (1958—2023)
- 35 недель — Mariah Carey — «All I Want For Christmas Is You»[257]
- 33 недели — Los del Río — «Macarena (Bayside Boys Mix)» (1995—1996)[257]
- 31 неделя — Lonestar — «Amazed» (1999—2000)[257]
- 31 неделя — The Weekend — «Die For You» (2016—2023)[258]
- 30 недель — John Legend — «All of Me» (2013—2014)[257]
- 27 недель — Creed — «With Arms Wide Open» (2000)[257]
- 26 недель — Vertical Horizon — «Everything You Want» (2000)[257]
- 25 недель — UB40 — «Red Red Wine» (1988)[257]
- 24 недели — Тейлор Свифт — «Cruel Summer» (2019—2023)[259]
- 24 недели — Льюис Капальди — «Someone You Loved» (2019)
- 23 недели — Patti Austin and James Ingram — «Baby, Come to Me» (1982—1983)
- 23 недели — Сия при участии Sean Paul — «Cheap Thrills» (2016)
- 23 недели — Camila Cabello при участии Young Thug — «Havana» (2017-18)
- 22 недели — Lady Gaga при участии Colby O'Donis — «Just Dance» (2008—2009)
- 22 недели — Lady Gaga при участии Bradley Cooper — «Shallow» (2018—2019)
- 22 неделя — Vangelis — «Chariots of Fire» (1981—1982)
- 21 неделя — Nick Gilder — «Hot Child in the City» (1978)
- 21 неделя — Robert John — «Sad Eyes» (1979)
- 21 неделя — Outkast — «The Way You Move» (2003—2004)
- 21 неделя — Адель — «Set Fire to the Rain» (2011—2012)

### Рекорды по числу недель в чарте до восхождения в top-5
- 51 неделя — Glass Animals — «Heat Waves» (2021—2022)[257]
- 45 недели — Габби Барретт — «I Hope» (2020)[260]
- 42 недели — Imagine Dragons — «Radioactive» (2012—2013)
- 35 недели — Chris Brown и Young Thug — «Go Crazy» (2020—2021)

### Песни трижды возглавлявшие чарт
Эти песни с одинаковыми названиями трижды были № 1 в Billboard Hot 100 в исполнении различных артистов:
- My Love —
  - Petula Clark — 2/5/1966
  - Paul McCartney & Wings — 6/2/1973
  - Justin Timberlake featuring T.I. — 11/11/2006
- Venus —
  - Frankie Avalon — 3/14/1959
  - Shocking Blue — 2/7/1970
  - Bananarama — 9/6/1986

Следует заметить, однако, что песня в исполнении Фрэнка Авалона к известному хиту Shocking Blue никакого отношения не имеет, это совсем другая песня, хотя она и носит то же название.

### Неанглоязычные песни, возглавлявшие чарт
- «Nel Blu Dipinto Di Blu (Volare)» — Domenico Modugno (Итальянский — с 18 августа 1958 на 5 недель на первом месте, но не подряд)
- «Sukiyaki» — Kyu Sakamoto (Японский — с 15 июня 1963 на 3 недели № 1 в США)
- «Dominique» — The Singing Nun (Французский — с 7 декабря 1963 на 4 недели № 1)
- «Rock Me Amadeus» — Falco (Английский/Немецкий — с 29 марта 1986 на 3 недели № 1)
- «La Bamba» — Los Lobos (Испанский — с 29 августа 1987 на 3 недели № 1)
- «Macarena (Bayside Boys Mix)» — Los del Río (Английский/Испанский — с 3 августа 1996 на 14 недель № 1)
- «Despacito» — Луис Фонси и Дэдди Янки при участии Джастина Бибера (Испанский — с 27 мая 2017 на 16 недель № 1)
- «Life Goes On» — BTS (корейский/английский — с 5 декабря 2020 на 1 неделю № 1)

## Авторы песен по наибольшему числу песен № 1
Источник:
- Пол Маккартни (32)
- Джон Леннон (26)
- Макс Мартин (18; Тейлор Свифт, Кэти Перри, Бритни Спирс, Келли Кларксон, Пинк)
- Мэрайя Кэри (17)
- Барри Гибб (16; Bee Gees, Энди Гибб)
- Dr. Luke (16; Кэти Перри, Кеша, Майли Сайрус)

## Страны по числу представителей в Top-10
Источник:
- США — 10 из 10 (впервые в 1958 году)
- Великобритания — 8 из 10 (впервые в 1965 году)
- Канада — 7 из 10 (впервые в 2015 году)

## Альбомные достижения

### Альбомы по числу песен № 1
Примечание:Альбом Saturday Night Fever выдал чарттопперы от двух разных исполнителей: «How Deep is Your Love», «Stayin' Alive» и «Night Fever» от группы Bee Gees; и «If I Can't Have You» от певицы Yvonne Elliman.
| Исполнитель    | Альбом                             | Число синглов № 1 | Синглы и годы |
| -------------- | ---------------------------------- | ----------------- | --- |
| Майкл Джексон  | Bad                                | 5                 | «I Just Can't Stop Loving You»; «Bad»; «The Way You Make Me Feel»; «Man in the Mirror»; «Dirty Diana» в 1987—1988 |
| Кэти Перри     | Teenage Dream                      | 5                 | «California Gurls», «Teenage Dream», «Firework», «E.T.», «Last Friday Night (T.G.I.F.)» в 2010—2011               |
| Сборник        | Saturday Night Fever, саундтрек    | 4                 | 1977-78 |
| Уитни Хьюстон  | Whitney                            | 4                 | 1987-88 |
| Джордж Майкл   | Faith                              | 4                 | 1987-88 |
| Пола Абдул     | Forever Your Girl                  | 4                 | 1989-90 |
| Джанет Джексон | Janet Jackson's Rhythm Nation 1814 | 4                 | 1989-91 |
| Мэрайя Кери    | Mariah Carey                       | 4                 | 1990-91 |
| Usher          | Confessions                        | 4                 | 2004 |

### Альбомы по числу песен в Top-10
Альбомы по числу песен, вошедших в десятку лучших в Billboard Hot 100:
| Число синглов | Исполнитель             | Альбом                             | Год  |
| ------------- | ----------------------- | ---------------------------------- | ---- |
| 10            | Тейлор Свифт            | Midnights                          | 2022 |
| 10            | Тейлор Свифт            | The Tortured Poets Department      | 2024 |
| 9             | Drake                   | Certified Lover Boy                | 2021 |
| 8             | Drake                   | Her Loss                           | 2022 |
| 7             | Michael Jackson         | Thriller                           | 1982 |
| 7             | Bruce Springsteen       | Born in the U.S.A.                 | 1984 |
| 7             | Janet Jackson           | Janet Jackson’s Rhythm Nation 1814 | 1989 |
| 7             | Drake                   | Scorpion                           | 2018 |
| 7             | Drake                   | For All The Dogs                   | 2023 |
| 7             | Тейлор Свифт            | 1989 (Taylor’s Verison)            | 2023 |
| 7             | Кендрик Ламар           | GNX                                | 2024 |
| 6             | Michael Jackson         | Bad                                | 1987 |
| 6             | George Michael          | Faith                              | 1987 |
| 6             | Janet Jackson           | Janet.                             | 1993 |
| 6             | Katy Perry              | Teenage Dream                      | 2010 |
| 6             | Juice Wrld              | Legends Never Die                  | 2020 |
| 6             | Морган Уоллен           | One Thing at a Time                | 2023 |
| 5             | Lionel Richie           | Can’t Slow Down                    | 1983 |
| 5             | Janet Jackson           | Control                            | 1986 |
| 5             | Genesis                 | Invisible Touch                    | 1986 |
| 5             | Madonna                 | True Blue                          | 1986 |
| 5             | Huey Lewis and the News | Fore!                              | 1986 |
| 5             | Whitney Houston         | Whitney                            | 1987 |
| 5             | Paula Abdul             | Forever Your Girl                  | 1988 |
| 5             | Bobby Brown             | Don’t Be Cruel                     | 1988 |
| 5             | New Kids on the Block   | Hangin' Tough                      | 1988 |
| 5             | Bon Jovi                | New Jersey                         | 1988 |
| 5             | Milli Vanilli           | Girl You Know It's True            | 1989 |
| 5             | Various artists †       | Waiting to Exhale                  | 1995 |
| 5             | Usher                   | Confessions                        | 2004 |
| 5             | Fergie                  | The Dutchess                       | 2006 |
| 5             | Тейлор Свифт            | Fearless                           | 2008 |
| 5             | The Black Eyed Peas     | The E.N.D.                         | 2009 |
| 5             | Тейлор Свифт            | 1989                               | 2014 |
| 5             | Post Malone             | Hollywood's Bleeding               | 2019 |
| 5             | J. Cole                 | The Off-Season                     | 2021 |
| 5             | SZA                     | SOS                                | 2023 |

Примечание
- Из альбомов «Confessions» (Usher) и Fearless (Taylor Swift) в top ten попали по пять синглов, но один из них не был включён в оригинальное издание диска, поэтому из них надо учитывать только по 4 сингла. Альбом «Teenage Dream» (Katy Perry) имел шесть топ-тен-хитов, но не восемь, как иногда указывают, так как два других вышли позднее в переиздании «The Complete Confection».
- † Waiting to Exhale выдал топ-тен-синглы в исполнении пяти разных музыкантов: «Exhale (Shoop Shoop)» и «Count on Me» (Уитни Хьюстон, а второй хит вместе с CeCe Winans), «Not Gon' Cry» (Mary J. Blige), «Sittin' Up in My Room» (Brandy), и «Let It Flow» (Тони Брекстон).

### Альбомы по числу песен в Top-40
- Тейлор Свифт — Fearless (12)

### Альбомы по числу песен в Top-100
- Морган Уоллен
  - One Thing at a Time (36). 2023 год (18 марта). Все песни с этого альбома вошли в чарт в одну неделю одновременно[272].
- Тейлор Свифт — The Tortured Poets Department (31, женский рекорд; 4 мая 2010 год). Ранее её альбом Speak Now 17 ноября 2010 года стал первым альбомом, все песни с которого (14 треков) вошли в чарт Hot 100 (из них 10 в одну неделю одновременно)[274]
- Дрейк — три его альбома поставили рекорды
  - Scorpion (25). 2018 год (14 июля). Все песни с этого альбома вошли в чарт в одну неделю одновременно[275].
  - More Life (22). 2017 год (8 апреля). Все песни с этого альбома вошли в чарт в одну неделю одновременно[123][276]
  - Views (18). 2016 год (21 мая)[277].

### Другие достижения альбомов
- Альбом Джанет Джексон Janet Jackson’s Rhythm Nation 1814 имеет наибольшее число синглов в top 5, равное 7[278].
- Джанет Джексон имеет наибольшее число альбомов с 5 и более хитами в Top 10. Это три её альбома Control, Janet Jackson’s Rhythm Nation 1814 и janet.[279].

ПРИМЕЧАНИЕ. В соответствии с правилами Billboard, здесь указаны числа для одного релиза.

## Группы и их члены, которые сольно имели хиты № 1 в Billboard Hot-100
Источник
- The Beatles (все 4 солиста)
  - Джордж Харрисон — «My Sweet Lord»/«Isn’t It a Pity» (№ 1, 4 недели, 1970), «Give Me Love (Give Me Peace on Earth)» (№ 1, 1 неделя, 1973; этот сингл стал № 1, сместив «My Love» Пола Маккартни)
  - Пол Маккартни — «My Love» совместно с Wings (№ 1, 4 недели, 1973), «Say Say Say» совместно с Майклом Джексоном (№ 1, 6 недель, 1983)
  - Джон Леннон — «(Just Like) Starting Over» (№ 1, 5 недель, 1980)
  - Ринго Старр — «Photograph» (№ 1, одна неделя, 1973), «You’re Sixteen» (№ 1, 1 неделя, 1974)
- Jackson 5 (1)
  - Майкл Джексон — «Say Say Say» при участии Пола Маккартни (№ 1, 6 недель, 1983)
- Genesis (2)
  - Питер Гэбриэл — «Sledgehammer» (№ 1, 1 неделя, 1986)
  - Фил Коллинз — «Another Day in Paradise» (№ 1, 4 недели, 1989)
- Go-Go’s (1)
  - Белинда Карлайл — «Heaven Is a Place on Earth» (№ 1, 1 неделя, 1987)
- New Edition (1)
  - Бобби Браун — «My Prerogative» (№ 1, 1 неделя, 1989)
- N.W.A (1)
  - Dr. Dre — «No Diggity» при участии BLACKstreet (№ 1, 4 недели, 1996)
- Fugees (2)
  - Лорин Хилл — «Doo Wop (That Thing)» (№ 1, 2 недели, 1998)
  - Вайклеф Жан — «Hips Don’t Lie» (№ 1, 2 недели, 2006)
- Destiny’s Child (2)
  - Бейонсе — «Irreplaceable» (№ 1, 10 недель, 2006)
  - Келли Роуленд — «Dilemma» совместно с Nelly (№ 1, 10 недель, 2002)
- *NSYNC (1)
  - Джастин Тимберлейк — «SexyBack» (№ 1, 7 недель, 2006)
- The Black Eyed Peas (2)
  - Ферги — «Big Girls Don’t Cry» (№ 1, 1 неделя, 2007)
  - will.i.am — «OMG» совместно с Ашером (№ 1, 4 недели, 2010)
- One Direction (1)
  - Зейн — «Pillowtalk» (№ 1, 1 неделя, 2016)

## Возрастные рекорды
- Старейшим певцом среди мужчин, возглавлявшим чарт Hot 100 является Луи Армстронг: в 1964 году с песней «Hello, Dolly!» он стал № 1 в возрасте 62 лет и 9 месяцев. Старейшей певицей, возглавлявшей чарт Hot 100 является Бренда Ли: в 2023 году с песней «Rockin' Around The Christmas Tree» она стала № 1 в возрасте 78 лет и 11 месяцев. Ли записала эту песню в 1958 году, когда ей было 13 лет, и она стала бы самой молодой женщиной, возглавившей Hot 100, если бы тогда песня заняла первое место[282][283].
- Марджори «Нонна» Гранде (Marjorie Grande, 'Nonna') (возраст 98 лет и 163 дня, род. 12 декабря 1925 года,) — старейшая из ныне живущих артисток, вошедших в чарт Hot 100. Она исполнила часть песни своей внучки Арианы Гранде «Ordinary Things» (из альбома Eternal Sunshine), которая заняла 55-е место 23 марта 2024 года[284]. Нонна появляется в последние 15-20 секунд сингла, рассказывая анекдот, который в значительной степени подытоживает всю лирическую тему песни о любви[285]. Предыдущий рекорд принадлежал Фреду Стобауху[англ.] (возраст 96 лет и 23 дня, род. 22 августа 1917 года), когда он исполнил песню Green Shoe Studio «Oh Sweet Lorraine», которая заняла 42-е место 14 сентября 2013 года[286].
- Майкл Джексон (11 лет, 155 дней) — самый молодой исполнитель в составе группы, возглавивший рейтинг Hot 100. Он достиг этого рекорда в составе группы Jackson 5 с песней «I Want You Back» 31 января 1970 года[1].
- Стиви Уандер (13 лет, 89 дней) — самый молодой сольный исполнитель, возглавивший рейтинг Hot 100. Он установил рекорд с песней «Fingertips Pt. 2» 10 августа 1963 года[1].
- Малышка Пегги Марч (15 лет, 50 дней) — самая молодая исполнительница, возглавившая Hot 100. Песня, установившая этот рекорд, — «I Will Follow Him», которая достигла № 1 27 апреля 1963 года[1][287].
- Оливия Родриго (17 лет, 338 дней) — самая молодая сольная исполнительница, дебютировавшая на первом месте в Hot 100. Она установила рекорд с песней «Drivers License» 23 января 2021 года[288].
- Джастин Бибер (21 год, 202 дня) — самый молодой сольный исполнитель, дебютировавший на первой строчке Hot 100. Он установил рекорд с песней «What Do You Mean?» 19 сентября 2015 года[289].

## Другие рекорды
- Первой песней, попавшей на первое место американского хит-парада Hot 100 была «Poor Little Fool» певца Рики Нельсона (4 августа 1958)[290].
- Самая короткая по длительности звучания песня на первом месте это «Stay» группы Maurice Williams And The Zodiacs (21 ноября 1960). Её длительность 1 минута и 38 секунд[291][292].
- Самая длинная по длительности звучания песня на первом месте это «All Too Well (Taylor’s Version)» певицы Тейлор Свифт (27 ноября 2021). Её длительность 10 минут и 13 секунд[293].
- Первой песней на первом месте «Billboard», включающей комбинированные данные о продажах и радиотрансляции от Nielsen SoundScan и Nielsen Broadcast Data Systems, была «Set Adrift on Memory Bliss» от P.M. Dawn (30 ноября 1991 года)[294].
- 2 сентября 1995 года песня «You Are Not Alone» певца Майкла Джексона стала первой в истории, которая сразу дебютировала на первом месте. Всего в 1995 году такой успех имели 4 песни (две от Mariah Carey). Этот рекорд сохранялся до 2018 года, когда рекорд был побит и затем в 2020 году доведён до 12 чарттопперов-дебютантов[295]. На 23 апреля 2021 года всего 60 синглов дебютировали на первом месте[233][296].
- 11 апреля 1964 года группа Beatles имела одновременно 14 синглов в Hot 100 на следующих местах чарта: 1, 2, 4, 7, 9, 14, 38, 48, 50, 52, 61, 74, 78 и 81. За неделю до этого сразу 5 синглов Beatles входило в Top-5, что оставалось непревзойденным рекордом более полувека
- Морган Уоллен 18 марта 2023 года поставил рекорд по количеству треков, одновременно находящихся на Hot 100 с 36 треками, с его альбома One Thing at a Time[272]. Ранее данный рекорд держал Дрейк с 27 треками. Рекорд The Beatles Дрейк впервые повторил 7 марта 2015 года[297] и затем ещё раз 17 октября[277]. Джастин Бибер 5 декабря 2015 года увеличил его до 17 треков[298], а 21 мая 2016 Дрейк увеличил рекорд до 20 треков и потом 8 апреля 2017 года снова увеличил до 24 треков, а 14 июля 2018 и до рекорда в 27 треков[277][299]. Среди женщин рекорд в 26 песен, одновременно находящихся в Топ-100, принадлежит с 27 ноября 2021 года певице Тейлор Свифт[300][301].
- Певица Тейлор Свифт имеет 13 дебютов в лучшей десятке Hot 100 (рекорд за всю историю чарта)[302][303][304]. С альбома Speak Now все 14 песен вошли в Hot 100, что также является рекордом[305][306].
- В сентябре 2015 года Джастин Бибер лишь с 47-м своим хитом в Hot 100 («What Do You Mean?») поднялся на первое место (Тейлор Свифт на № 1 дошла лишь со своим 46-м хитом «We Are Never Ever Getting Back Together»)[307].
- Рианна — единственная в истории певица, которая имела 4 песни, побывавшие на первом месте за один календарный год. Это произошло в 2010 году с песнями «Rude Boy», «Love The Way You Lie» (с Эминемом)", «What’s My Name? (с Дрейком)», «Only Girl (In The World)»[308].
- Бренда Ли удерживает рекорд по продолжительности разрыва между первым и последним хитом № 1 в Hot 100: 63 года, четыре месяца и три недели, начиная с её первой недели на № 1 в чарте от 18 июля 1960 года с песней «I’m Sorry» до ее последнего № 1, «Rockin’ Around the Christmas Tree», который достиг № 1 в чарте от 9 декабря 2023 года[282].
- Песня с наибольшим числом версий в Hot 100 — это «Unchained Melody», которая появлялась в этом чарте в исполнении 9 различных певцов и исполнителей: Леса Бакстера (чья версия возглавила чарт); Эла Хибблера; The Righteous Brothers, которые записали две различные версии с разницей в 25 лет; Roy Hamilton; June Valli; Vito & the Salutations; Sweet Inspirations; и Heart. (с учетом старых чартов «Best Sellers in Stores» и «Most Played in Jukeboxes»)
- 4 песни обладают самыми короткими названиями в Hot 100 в виде цифр и букв: «7» — Prince (и по совпадению, достигла того же самого места № 7), «O» — Omarion, «X» — Xzibit, и «3» в исполнении певицы Бритни Спирс (в третий раз за свою карьеру стала № 1; 2009 год).
- Почти 25 лет шла Шер от первого своего чарттоппера в Hot 100 («Dark Lady», 1974) до второго («Believe», 1999)[307].
- В 1999 году гитарист Santana спустя почти 30 лет от первого попадания в Hot 100 наконец-то поднялся на позицию № 1 с хитом «Smooth»[307].
- Наибольший перерыв меду двумя топ-10 песнями принадлежит певцу Nat King Cole, между его хитами «Those Lazy-Hazy-Crazy Days Of Summer» (29 июня 1963) и «The Christmas Song (Merry Christmas To You)» (7 января 2023) прошло 59 лет, 6 месяцев и неделя. Также последняя песня поставила рекорд по наиболее долгому восхождению в топ-10 после своего первого появления на чарте, затратив на это 62 года и 26 дней[20].
- 28 января 2017 года британский певец Эд Ширан стал первым в истории исполнителем, который дебютировал в лучшей десятке top 10 сразу с двумя своими синглами в одну неделю. Это хиты «Shape of You» (сразу на № 1) и «Castle on the Hill» (сразу на № 6)[309]. Дрейк позднее сделал это трижды, 8 апреля 2017[276], 3 февраля 2018[310] и 14 июля 2018 года[311]. На последней неделе Дрейк побил рекорд, дебютировав с четырьмя песнями в топ-10. 18 сентября 2021 года Дрейк снова побил рекорд, дебютировав с девятью песнями в топ-10.
- Ариана Гранде стала первым исполнителем, у которого две песни сразу дебютировали на первом месте американского хит-парада («Thank U, Next» и «7 Rings», 17 ноября 2018 и 2 февраля 2019 года, соответственно)[312].
- The Beatles единственные музыканты, которые одновременно находились на первых двух местах в двух основных хит-парадах, в сингловом Billboard Hot 100 и в альбомном Billboard 200. Они удерживали этот показатель 9 недель подряд с 29 февраля 1964 до 25 апреля 1964. Первые 5 недель, с 28 марта 1964, песни «I Want to Hold Your Hand» и «She Loves You» были на № 1 и № 2 соответственно (поменяв позиции в марте 1964), а альбомы Meet the Beatles! и Introducing... The Beatles были на первых двух местах альбомного чарта. В остальные недели также лидировали две песни («Can't Buy Me Love» и «Twist and Shout», № 1 и № 2) и альбомы (Meet the Beatles! и Introducing… The Beatles)[313][314].
- Билли Айлиш поставила рекорд среди женщин по числу синглов, одновременно находившихся в лучшей сотне Hot 100 в одну неделю: 14 треков (включая 13 с одного альбома) 13 апреля 2019 года. Прошлые достижения остались позади: Cardi B (13 песен в апреле 2018), Ариана Гранде (12 в мае 2016), Бейонсе (12 в мае 2016) и Тейлор Свифт (11 в 2010 году)[315].
- Тейлор Свифт стала первым музыкантом, у которого одновременно дебютировали две песни в топ-4 и три песни в топ-6 хит-парада. Это произошло 8 августа 2020 года, когда «Cardigan», «The 1» и «Exile», дебютировали на местах № 1, № 4 и № 6[68].
- Ариана Гранде стала первой в истории, кому удалось за один календарный год трижды дебютировать на первых местах с синглами «Stuck with U» (с Джастином Бибером), «Rain On Me» (с Леди Гагой) и «Positions». Это произошло в 2020 году[316].
- Тейлор Свифт стала первым музыкантом в истории, который дебютировал на первых местах Billboard 200 и Billboard Hot 100 одновременно и с альбомом и с синглом. Первый раз она это сделала 8 августа 2020 года, когда её восьмой студийный альбом Folklore дебютировал на № 1 в Billboard 200 и в ту же неделю чарт Hot 100 возглавил его лид-сингл «Cardigan»[317]. Она также первый музыкант, кто это сделал дважды, трижды, четырежды, пять и шесть раз. Второй раз это произошло 26 декабря 2020 года (альбом Evermore и сингл «Willow»)[295], третий раз с Red (Taylor’s Version) и «All Too Well (Taylor’s Version)» (27 ноября 2021)[233], а четвёртый — 5 ноября 2022 года, с альбомом Midnights и синглом «Anti-Hero»[33]. Пятый раз — 1989 (Taylor’s Version) и «Is It Over Now?» (11 ноября 2023)[318]; и шестой раз — The Tortured Poets Department и «Fortnight»[319].
- Морган Уоллен 18 марта 2023 года поставил рекорд по количеству треков, одновременно дебютировавших на Hot 100 с 27 треками с его альбома One Thing at a Time[272]. Он побил рекорд Тейлор Свифт от 27 ноября 2021 года, когда сразу 26 её песен с альбома-перезаписи Red (Taylor’s Version) дебютировали в сотне лучших[301].
- The Weeknd с песней 2019 года «Blinding Lights» удерживает рекорд по наивысшему повторному вхождению (второму «дебюту») в чарт, после того как трек был удалён из чарта 2 января 2021 года, а спустя неделю вернулся сразу на третье место[320].
- Оливия Родриго первый музыкант в истории, дебютировавший с первыми двумя и первыми тремя синглами в top 10 (Hot 100). Она сделала это с треками «Drivers License», «Deja Vu» и «Good 4 U»[321].
- Sour (2021) Оливии Родриго это первый в истории дебютный альбом, с которого два сингла сразу дебютировали на первом месте Hot 100 («Drivers License» и «Good 4 U»)[321].
- Песней с наибольшим количеством указанных исполнителей, когда-либо возглавлявшей чарт, является трек «We Don't Talk About Bruno» из мультфильма студии Дисней «Энканто». Её исполняли 7 различных исполнителей, включая актёрский состав кинокартины. Ранее рекорд принадлежал песне «I 'm The One» от DJ Khaled, на которой было 5 различных исполнителей (включая самого Халеда)[322].
- Хиты в Топ-10 (Billboard Hot 100) в одном из четырёх десятилетий 1960-х, 1970-х, 1980-х, 1990-х, 2000-х, 2010-х или 2020-х годов имеют 12 исполнителей: Aerosmith ('70, '80, '90, '00), Мэрайя Кэри ('90, '00, '10, '20), Шер ('60, '70, '80, '90), Уитни Хьюстон ('70, '80, '90, '20), Майкл Джексон, Jay-Z (90, '00, '10, '20), Мадонна ('70, '80, '90, '00), Snoop Dogg ('90, '00, '10, '20), Барбра Стрейзанд ('60, '70, '80, '90), Энди Уильямс, Элтон Джон ('70, '80, '90, '20) и Бритни Спирс ('90, '00, '10, '20)[103]. И только двое имеют хиты в лучшей десятке каждые пять десятилетий: Энди Уильямс в 1950-х, ’60-х, ’70-х, 2010-х, ’20-х и Майкл Джексон в 1970-х, ’80-х, ’90-х, 2000-х, ’10-х[323].
- В чарте от 5 ноября 2022 года Тейлор Свифт стала первым музыкантом в истории, занимавшим все десять мест в Топ-10 одновременно, благодаря трекам из её альбома Midnights. Также этот день стал первым случаем в истории, когда в топ-10 не было ни одного артиста мужского пола. Также эта неделя поставила рекорд по наименьшему количеству артистов в первой десятке: их было всего два (Тейлор Свифт и Лана Дель Рей)[33][324]
- Ариана Гранде поставила рекорд по количеству дуэтов, достигших 1-го места на Hot 100. У неё их 4: 2 с The Weekend («Save Your Tears» и «Die For You») и по одному с Джастином Бибером («Stuck With U») и Леди Гагой («Rain On Me»). Прошлый рекорд был у Пола Маккартни, у которого было 3 дуэта: «Say Say Say» с Майклом Джексоном, «Ebony and Ivory» со Стиви Уандером и «Uncle Albert/Admiral Halsey» с Линдой Маккартни.
- The Beatles и Тейлор Свифт являются единственными артистами, одновременно имевшими песни с 3 разных альбомов в топ-10 Hot 100. Британская группа сделала это 29 февраля 1964 года с песнями «I Want To Hold Your Hand» (Meet The Beatles, № 1 в чарте), «She Loves You» (The Beatles’ Second Album, № 2 в чарте), «Please Please Me» (Introducing… The Beatles, № 6 в чарте). Свифт сделала это 22 июля 2023 года с треками «I Can See You (Taylor’s Verison) (From The Vault)» (Speak Now (Taylor’s Version), № 5 в чарте), «Cruel Summer» (Lover, № 9 в чарте), «Karma» (при участии Ice Spice) (Midnights, № 10 в чарте)[325].
- Песня «All I Want for Christmas Is You» певицы Мэрайи Кэри имеет самый большой промежуток времени от первой недели пребывания песни на первом месте в Hot 100 до последней: четыре года и девять дней (21 декабря 2019 — 30 декабря 2023)[21]

## Статистика по годам
- Список синглов №1 в США (еженедельный)
  - Список синглов № 1 в США в 2020 году (Billboard)
- Список лучших синглов в США по итогам года:
  - Лучшие синглы США 2019 года по версии Billboard